# Kahriz Sang
Kahrīz Sang (farsi کهریزسنگ) è una città dello shahrestān di Najafabad, circoscrizione Centrale, nella Provincia di Esfahan. Aveva, nel 2006, una popolazione di 8.267 abitanti. 